# Филей Тмуитский
Филе́й или Филе́ас (др.-греч. Φιλέας Θμούεως; лат. Phileas; III век, Тмуит провинция Египет — ок. 305/306/307 год, Александрия провинция Египет) — епископ Тмуита, христианский писатель, христианский мученик.
Филей родился в Египетском городе Тмуите, он происходил из благородного рода и обладал солидным богатством. Став епископом, написал возвышенное сочинение в похвалу мученикам. 78 глава книги «О знаменитых мужах» посвящена Филею; в ней Иероним Стридонский сообщает о том, что Филей вступил в спор с судьей, который пытался принудить его принести жертву. Филей был обезглавлен за веру в Христа во время того же гонения, когда в Никомидии был убит Лукиан. Житие Филея помещено в «Acta Sanctorum» 4 февраля. Вместе с Филеем пострадал Филором или Филор, занимавший в Александрии должность трибуна и эконома, управляя императорским хозяйством. Филором был обращён в христианскую веру Филеем. Оба пострадали за исповедание веры в Александрии от египетского префекта Кульциана в царствование Диоклитиана и Максимиана в 307 году.
Известны два послания Филея: «Увещание к мученичеству», написанное к жителям Тмуита, и «Послание к Мелетию, епископу Ликопольскому». Значительную часть первого сочинения сохранил Евсевий Кесарийский, он цитирует его в своей книге «Церковная история». Послание к Мелетию написано от имени четырёх епископов. Мелетий тайно и без ведома Петра Александрийского посвятил в Александрии двух искателей священства, имея в виду через них составить себе партию в Александрии. Этот поступок поспешили обличить епископы. Оба послания Филея изданы А. Галланди в четвёртом томе «Bibliotheca veterum patrum». Сохранились также Проконсульские акты состязания Филея с префектом, они изданы Т. Рюинаром в «Acta primorum martyrum sincera & selecta». Сочинения Филеаса изданы в 10 томе Греческой патрологии